# Ahmed Skiredj (professeur)
Ahmed ben Abdallah Skiredj (arabe : أحمد بن عبد الله سُكَيْرِجٌ), né le 21 décembre 1951 et décédé le 20 mai 2014, est un professeur et chercheur marocain,  spécialiste en agronomie et reconnu pour ses travaux dans les domaines de l'irrigation, de la fertilisation, et de la nutrition des plantes. Il est également un acteur majeur de la diffusion de la voie soufie Tijaniyya dans le monde.

## Biographie
Ahmed Skiredj a exercé en tant que professeur au département d'horticulture de l’Institut Agronomique et Vétérinaire Hassan II de Rabat de 1978 à 2005. Titulaire d’un doctorat en sciences biologiques appliquées, il était également ingénieur d’État en agronomie, avec une spécialisation en horticulture et en productions légumières. Ses travaux de recherche portaient principalement sur des thématiques innovantes telles que les cultures sous serre, les systèmes d’irrigation goutte-à-goutte, la fertirrigation, ainsi que la nutrition minérale des plantes.
Il est également le cofondateur en août 2005 du site Web www.cheikhskiredj.com ainsi que de la maison d'édition « Patrimoide Tidjani » en septembre 2012.

### Formation
- Diplômé de l’Université de Californie, Davis (USA), où il a étudié de 1976 à 1977.
- Lauréat de l’Institut Agronomique et Vétérinaire Hassan II de Rabat en 1978.
- Également formé à l’Université du Minnesota, Minneapolis-Saint-Paul (USA).

### Carrière académique et scientifique
Ahmed Skiredj a encadré plus de quarante recherches de troisième cycle et de deuxième cycle dans le domaine de l’agronomie et des sciences appliquées. Il est l’auteur de près d'une centaine de publications scientifiques sur des sujets tels que :
- L'irrigation au goutte-à-goutte.
- La fertirrigation.
- L’horticulture et les productions maraîchères.

Il est également l'auteur de la collection « Guide de l’agriculteur », une série de livrets de vulgarisation qui ont été distribués à plus de soixante mille producteurs agricoles dans différentes régions marocaines.
En parallèle, il a animé des dizaines de cours de formation continue à destination d'ingénieurs et techniciens de l'Office Régional de Mise en Valeur Agricole (ORMVA) dans les principales régions du Maroc, notamment Doukkala-Abda, Gharb-Chrarda-Beni Hssen, Haouz, Tadla, Drâa-Tafilalet, et d'autres.

### Engagement spirituel
Ahmed est issu d'une famille marocaine illustre, reconnue pour avoir compté de nombreux érudits, historiens et scientifiques. Parmi les figures notables de sa lignée figurent son grand-oncle Ahmed ben Ayachi Skiredj, érudit et historien, Mohammed ben Tayeb Skiredj, poète et secrétaire particulier de Mohammed III, Abdesslam ben Ahmed Skiredj, historien et juriste, ainsi que Zoubayr ben Abdelwahab Skiredj, ministre et ingénieur.
En plus de son activité scientifique, Ahmed ben Abdallah Skiredj est un acteur important de la voie soufie Tijaniyya. Il est muqaddam (guide spirituel) de cette confrérie depuis septembre 1981. Il a été initié dans la voie Tijaniyya par son grand-oncle Abderrahmane Skiredj, qui lui-même a été initié par son grand-frère l’érudit Ahmed ben Ayachi Skiredj.

## Publications majeures

### En tant qu'auteur
- Collection "Guide de l’agriculteur" : Série de livrets distribués aux agriculteurs marocains pour promouvoir les bonnes pratiques en irrigation et fertilisation.
- L'Argument Loyal dévoilant la Certitude,
- Approfondissement du Reagrd dans les Lieux de l'Au-delà,
- Les Filières des Vertueux dans les Voies de la Délivrance de l'Enfer,
- Déplacement du Rideau et Exposition de certains Secrets contenus dans la Voie Tidjaniya,
- Ravivage de la "Classification" des Publications du Gnostique Sidi Ahmed Ben Layachi Skiredj,
- Le Guide du Disciple Tidjani.

### En tant que traducteur
- Les Perles des Signifcations (جواهر المعاني) de Ali Harazem Berrada en anglais et français,
- Recueil de ce qui a été éparpillé comme sciences du pôle caché sidi Ahmed Tidjani (الجامع لما افترق من درر العلوم الفائضة) de Mohamed ben Machri en français,
- Le secret éblouissant spécifiant le livre Al Jamiâ par rapport au livre Al Jawaher (السر الباهر) de Ahmed Skiredj en français,
- Quelques bénéfices tirés de sidi Ahmed Tidjani (الإفادة الأحمدية, لمريد الساعة الأبدية) de Tayeb Soufyani en français,
- Bouquet de lettres échangées entre les deux érudits et gnostiques sidi Ahmed SKIREDJ et Sidi Ibrahim NIASS (مختارات من الرسائل التي دارت بين العلامتين العارفين سيدي أحمد سكيري وسيدي إبراهيم نياس) de Mohammed Erradi Guenoune en français.